# Scytodes intricata
Scytodes intricata là một loài nhện trong họ Scytodidae.
Loài này thuộc chi Scytodes. Scytodes intricata được Richard C. Banks miêu tả năm 1909.